# Anschütz (Familienname)
Anschütz ist ein deutscher Familienname.
- Adolf Anschütz (1889–1945), deutscher Widerstandskämpfer gegen den Nationalsozialismus
- Albert Otto Anschütz (1890–1945), deutscher Schriftsteller
- Alexander Anschütz (1815–1868), österreichischer Opernsänger
- Alfred Richter-Anschütz (1888–1968), deutscher Theaterschauspieler und Regisseur
- August Anschütz (1826–1874), deutscher Rechtshistoriker
- Christoph Friedrich Anschütz (1645–1701), deutscher Komponist und Kapellmeister
- Auguste Anschütz (1819–1895), österreichische Theaterschauspielerin, siehe Marie Emilie Auguste Koberwein
- David Anschütz (* 1977), deutscher Komiker, Autor und Schauspieler
- Daniela Anschütz-Thoms (* 1974), deutsche Eisschnellläuferin
- Eduard Anschütz (1795–1855), deutscher Schauspieler
- Elise Anschütz (1785–1862), deutsche Schauspielerin, siehe Elise Klingemann
- Elise Anschütz (1820–1895), deutsche Opernsängerin (Sopran), siehe Elise Capitain
- Ernst Anschütz (1780–1861), deutscher Lehrer, Organist, Dichter und Komponist
- Felix Anschütz (1920–2014), deutscher Internist, Kardiologe und Hochschullehrer
- Georg Anschütz (1886–1953), deutscher Psychologe
- Gerhard Anschütz (1867–1948), deutscher Staatsrechtler
- Hans Anschütz (1901–1980), deutscher Jurist, Stadtrat und Präsident
- Heinrich Anschütz (1785–1865), deutscher Theaterschauspieler und Regisseur
- Helga Anschütz (1928–2006), deutsche Orientalistin
- Helmut Anschütz (1932–2016), deutscher Fechter
- Hermann Anschütz (1802–1880), deutscher Maler
- Hermann Anschütz-Kaempfe (1872–1931), deutscher Ingenieur und Erfinder
- Janet Anschütz (* 1962), deutsche Historikerin, siehe Janet von Stillfried
- Johann Matthäus Anschütz (1745–1802), deutscher Mineraloge
- Josefine Anschütz-Kette (1793–nach 1822), deutsche Opernsängerin (Sopran), siehe Josefine Kette
- Ludwig Anschütz (Chemiker) (1889–1954), deutscher Chemiker
- Ludwig Anschütz (Schauspieler) (1902–1985), deutscher Schauspieler
- Marie Helene Anschütz (* 1985), deutsche Regisseurin
- Ottomar Anschütz (1846–1907), deutscher Fotograf
- Richard Anschütz (1852–1937), deutscher Chemiker
- Roderich Anschütz (1818–1888), österreichischer Dramatiker, Jurist und Staatsbeamter
- Rolf Anschütz (1932–2008), deutscher Gastronom
- Rosa Anschütz (1810–1909), österreichische Schauspielerin
- Thomas Anschütz (* 1954), deutscher Maler und Fotograf
- Ulrich Anschütz (* 1945), deutscher Schauspieler
- Wilhelm Anschütz (1870–1954), deutscher Chirurg